# Liste des épisodes de NCIS : Los Angeles

Logo de la série NCIS: Los Angeles

Cette page présente la liste des épisodes de la série télévisée américaine NCIS : Los Angeles.

## Introduction dansNCIS: Enquêtes spécialesSaison 6 (2009)
1. Légende (1re partie) (Legend - Part 1)
2. Légende (2e partie) (Legend - Part 2)

## Saisons

### Première saison (2009-2010)
Certains épisodes ont bénéficié d'un autre titre français lors de leur diffusion au Québec. Il est indiqué en second le cas échéant.
1. Identité (Identity)
2. La seule journée facile, c'était hier (The Only Easy Day)
3. La Guerre des drones (Predator)
4. La Tête du serpent (Search and Destroy)
5. Meilleure Ennemie (Killshot)
6. L'Appât du gain / Pour quelques dollars de plus (Keepin' It Real)
7. Personnel et Confidentiel / Les fantômes du passé (Pushback)
8. Subterfuge / Camp retranché (Ambush)
9. Le Fantôme / Hasard et répétitions (Random on Purpose)
10. Absolution / L'enfer du terrain (Brimstone)
11. Sexe, Mensonges et Vidéo / Jeux dangereux (Breach)
12. L'Honneur des voleurs / Les fantômes du passé (Past Lives)
13. Porté disparu (Missing)
14. DL 50 (LD50)
15. Les Braqueurs / Braquage à la californienne (The Bank Job)
16. La Filière chinoise (Chinatown)
17. À toute vitesse / Pied au plancher (Full Throttle)
18. Frères de sang / La loi de la rue (Blood Brothers)
19. La Manière forte / Dans l'arène (Hand-to-Hand)
20. Tout ce qui brille / Chute libre (Fame)
21. Il faut sauver Dom / Ultime atum (Found)
22. La Traque (Hunted)
23. Mis sur la touche / En plein cœur (Burned)
24. Callen, G. / Révélation (Callen, G.)

### Deuxième saison (2010-2011)
Le 14 janvier 2010, la série a été renouvelée pour une deuxième saison diffusée depuis le 21 septembre 2010.
Certains épisodes ont bénéficié d'un autre titre français lors de leur diffusion au Québec. Il est indiqué en second le cas échéant.
1. Avis de recherche (Human Traffic)
2. Le Syndrome de Cendrillon (Black Widow)
3. Un mal nécessaire (Borderline)
4. Tu ne voleras point (Special Delivery)
5. Deux Frères (Little Angels)
6. Une épouse trop parfaite (Standoff)
7. L'Ennemi sans visage (Anonymous)
8. Chasseur de primes (Bounty)
9. L'Espion qui m'aimait (1re partie) (Absolution)
10. L'Espion qui m'aimait (2e partie) (Deliverance)
11. Le Saut de l'ange / Zones d'ombre (Disorder)
12. Overwatch / Big Brother (Overwatch)
13. Au champ d'honneur / Archange (Archangel)
14. Derrière les barreaux (Lockup)
15. Soldats de plomb / Double arnaque (Tin Soldiers)
16. Protéger, servir et empocher / Infiltrés (Empty Quiver)
17. Insaisissable / Une cible facile (Personal)
18. La Voie des armes / Zone de combat (Harm's Way)
19. Le Rasoir d'Ockham (Enemy Within)
20. Les Risques du métier (The Job)
21. Rocket Man (Rocket Man)
22. Plan B (Plan B)
23. L'Opération Comescu 1re partie / Imposteurs (Imposters)
24. L'Opération Comescu 2e partie / Opération Comescu (Familia)

### Troisième saison (2011-2012)
Le 18 mai 2011, la série a été renouvelée pour une troisième saison diffusée depuis le 20 septembre 2011.
1. Lange, H (Lange, H.)
2. Cyber-attaque (Cyber Threat)
3. Duos explosifs (Backstopped)
4. La voix de la rébellion (Deadline)
5. Sacrifice (Sacrifice)
6. Loup solitaire (Lone Wolf)
7. Les amants (Honor)
8. Convoitises (Greed)
9. Le baiser de Judas (Betrayal)
10. Reconnaissance de dette (The Debt)
11. Un Noël électromagnétique (Higher Power)
12. Sous surveillance (The Watchers)
13. L'ennemi de mon ennemi (Exit Strategy)
14. Les Transporteurs (Partners)
15. Le Caméléon (Crimeleon)
16. Blye, K (1re partie) (Blye, K. - Part 1)
17. Blye, K (2e partie) (Blye, K. - Part 2)
18. Le dragon et la fée (The Dragon and the Fairy)
19. Le Traître (Vengeance)
20. Intérêts communs (Patriot Acts)
21. Pa Make Loa - L'ombre de la mort (Touch of Death) - 2e partie
→ Crossover avec Hawaii 5-0. Suite de l'épisode 21 de la saison 2 de cette dernière. Même titre
22. Nos charmants voisins (Neighborhood Watch)
23. À l'aveugle (1re partie) (Sans Voir - Part 1)
24. À l'aveugle (2e partie) (Sans Voir - Part 2)

### Quatrième saison (2012-2013)
Le 14 mars 2012, la série a été renouvelée pour une quatrième saison diffusée depuis le 25 septembre 2012.
1. À l'aveugle (3e partie) (Endgame)
2. Les Recrues (The Recruit)
3. Le cinquième homme (The Fifth Man)
4. Politiquement vôtre (Dead Body Politic)
5. Le Projet Sinclair (1re partie) (Out of the Past)
6. Le Projet Sinclair (2e partie) (Rude Awakenings)
7. Dans le creux de la vague (Skin Deep)
8. La Part du feu (Collateral)
9. La Soif de l'or (The Gold Standard)
10. Noël en haute mer (Free Ride)
11. Écart de conduite (Drive)
12. Soldats de papier (Paper Soldiers)
13. L'Élu (The Chosen One)
14. La Force adverse (Kill House)
15. L'Art de la guerre (History)
16. Lokhay (Lokhay)
17. Partenaires particuliers (Wanted)
18. Red (1re partie) (Red - Part 1)
19. Red (2e partie) (Red - Part 2)
20. Le Poison (Purity)
21. Résurrection (Resurrection)
22. Le Corbeau et les cygnes (Raven & The Swans)
23. Le Bon, la brune et les diamants (Parley)
24. Descente aux enfers (Descent)

### Cinquième saison (2013-2014)
Le 27 mars 2013, la série a été renouvelée pour une cinquième saison diffusée depuis le 24 septembre 2013.
1. Retour de l'enfer (Ascension)
2. Impact (Impact)
3. Omni (Omni)
4. Reznikov, N. (Reznikov, N.)
5. Règle tacite (Unwritten Rule)
6. Big Brother (Big Brother)
7. Un train peut en cacher un autre (The Livelong Day)
8. Retombées (Fallout)
9. Un esprit sain... (Recovery)
10. Le Lac gelé (The Frozen Lake)
11. Le Rideau de fer (Iron Curtain Rising)
12. Sous Protection (Merry Evasion)
13. Serment d'allégeance (Allegiance)
14. Cri de guerre (War Cries)
15. Tuhon (Tuhon)
16. Un gros poisson (Fish Out Of Water)
17. Entre les lignes (Between the Lines)
18. Jour Zéro (Zero Days)
19. Prisonniers de guerre (Spoils of War)
20. La Ruée vers l'or (Windfall)
21. Le Troisième cœur (Three Hearts)
22. Le Porte-bonheur (One More Chance)
23. La Plume et l'épée (Exposure)
24. En sous-marin (1re partie) (Deep Trouble)

### Sixième saison (2014-2015)
Le 13 mars 2014, CBS a renouvelé la série pour une sixième saison désormais les lundis à 22 h dès le 29 septembre 2014 sur CBS, aux États-Unis.
1. En sous-marin (2e partie) (Deep Trouble, Part II)
2. Praesidium (1re partie) (Inelegant Heart)
3. Praesidium (2e partie) (Praesidium)
4. Praesidium (3e partie) (The 3rd Choir)
5. Caisse noire (Black Budget)
6. Imposture (SEAL Hunter)
7. Leipei (Leipei)
8. Invisible (The Grey Man)
9. Une taupe parmi nous (Traitor)
10. Autorité paternelle (Reign Fall)
11. Tapis (Humbug)
12. Piège de cristal (Spiral)
13. Le Sens du devoir (In the Line of Duty)
14. Le Bout du tunnel (Black Wind)
15. L'arbre qui cache la forêt... (Forest for the Trees)
16. Date d'expiration (Expiration Date)
17. Savoir faire (Savoir faire)
18. Les Ombres (Fighting Shadows)
19. La Beauté du geste (Blaze of Glory)
20. Rage / La Rage au ventre (Rage)
21. Les Malheurs d'Arkady (Beacon)
22. Tueur sous influence (Field of Fire)
23. Kolcheck, A. (Kolcheck, A.)
24. Chernoff, K. (Chernoff, K.)

### Septième saison (2015-2016)
Le 11 mai 2015, CBS a renouvelé la série pour une septième saison, diffusée depuis le 21 septembre 2015 sur CBS, aux États-Unis.
1. Mesures actives (Active Measures)
2. Double jeu (Citadel)
3. Mademoiselle Diaz et son chauffeur (Driving Miss Diaz)
4. Sous la contrainte (Command & Control)
5. Tour de passe-passe (Blame it on Rio)
→ Crossover avec NCIS : Enquêtes spéciales.
6. Retrouvailles explosives (Unspoken)
7. L'Emprise (An Unlocked Mind)
8. Des adieux sans fin (The Long Goodbye)
9. Tromperie (Defectors)
10. Affaires internes (Internal Affairs)
11. Sauvez le réveillon ! (Cancel Christmas)
12. Réacteur en surchauffe (Cores Value)
13. Anges et démons (Angels & Daemons)
14. Coups et blessures (Come Back)
15. Matriochka (partie 1) (Matryoshka, Part 1)
16. Matriochka (partie 2) (Matryoshka, Part 2)
17. Vengeance en sursis (Revenge Deferred)
18. L'Offre et la demande (Exchange Rate)
19. Un nouveau fils (The Seventh Child)
20. Bons baisers de Pyongyang (Seoul Man)
21. Agent triple (Head of the Snake)
22. Les Liens du sang (Granger, O.)
23. Pas de fumée sans feu (Where There's Smoke)
24. La Loi du talion (Talion)

### Huitième saison (2016-2017)
Le 25 mars 2016, la série a été renouvelée pour une huitième saison, diffusée à partir du 25 septembre 2016.
1. Cible prioritaire (High-Value Target)
2. La Gueule du loup (Belly of the Beast)
3. Le Gambit Dame (The Queen's Gambit)
4. Marché noir (Black Market)
5. Le Retour d'Anna (Ghost Gun)
6. Les Souvenirs du passé (Home is where the heart is)
7. Effets secondaires (Crazy Train)
8. Un éclair de génie (Parallel Resistors)
9. Glasnost (Glasnost)
10. Les Loups à la porte (Sirens)
11. Traditions (Tidings We Bring))
12. Kulinda (Kulinda)
13. Piégés (Hot Water)
14. L'Étau (Under Siege)
15. Vengeance (Payback)
16. Coup de poker (Old Tricks)
17. La Reine de cœur (Queen Pin)
18. Escapade (Getaway)
19. Panique à bord (767)
20. Tour de danse (From Havana With Love)
21. Cicatrices de guerre (Battle Scars)
22. L'Âge d'or (Golden Days)
23. L'Échange (Uncaged)
24. Déchaîné (Unleashed)

### Neuvième saison (2017-2018)
Le 23 mars 2017, la série est renouvelée pour une neuvième saison, diffusée à partir du 1er octobre 2017 sur CBS, aux États-Unis.
1. Trouble-fêtes (Party Crashers)
2. La Fille prodigue (Se Murio El Payaso)
3. Un lieutenant exemplaire (Assets)
4. Sans sommation (Plain Sight)
5. Mountebank (Mountebank)
6. L'Incorruptible (Can I Get a Witness ?)
7. Projet Patton (The Silo)
8. Notre belle mission (This Is What We Do)
9. Piège-moi si tu peux (Fool Me Twice)
10. Souvenirs du Brésil (Forasteira)
11. Un Noël branché (All is Bright)
12. Sous pression (Under Pressure)
13. Sur les traces d'Hetty (Cac Tu Nhan)
14. Goodbye, Vietnam (Goodbye, Vietnam)
15. L'Espionne qui m'aidait (Liabilities)
16. Guerrier de la paix (Warrior of Peace)
17. Le Monstre (The Monster)
18. Vendetta (Vendetta)
19. Hors des sentiers battus (Outside the Lines)
20. En plein vol (Reentry)
21. On n'a qu'une vie (Where Everybody Knows Your Name)
22. Représailles (Venganza)
23. La Colère des dieux (A Line in the Sand)
24. Le Cheval de troie (Ninguna Salida)

### Dixième saison (2018-2019)
Le 18 avril 2018, la série a été renouvelée pour une dixième saison, et a été diffusée du 30 septembre 2018 jusqu'au 19 mai 2019 sur CBS.
1. Vivre et mourir au Mexique (To Live and Die in Mexico)
2. Supra humain (Superhuman)
3. Le Prince (The Prince)
4. La Liste noire (Hit List)
5. Avocat d'un jour (Pro Se)
6. Guerre personnelle (Asesinos)
7. L'Un des nôtres (One of Us)
8. Zone grise (The Patton Project)
9. Monnaie d'échange (A Diamond in the Rough)
10. Le Braquage (Heist)
11. Sortie de route (Joyride)
12. Le Bruit du silence (The Sound of Silence)
13. Anges gardiens (Better Angels)
14. Écran de fumée (Smokescreen)
15. L'Armée de l'ombre (Smokescreen Part II)
16. Dans la brèche (Into the Breach)
17. Vive les mariés ! (Till Death Do Us Part)
18. La Cavale d'enfer (Born to run)
19. Le Chat et la souris (Searching)
20. « Goulot » d'étranglement (Choke Point)
21. Évasion russe (The One That Got Away)
22. Plus de secrets (No More Secrets)
23. Menace intérieure (The Guardian)
24. Allégeance (False Flag)

### Onzième saison (2019-2020)
Le 22 avril 2019, la série est renouvelée pour une onzième saison. Elle a débuté le 29 septembre 2019.
1. Face-à-face (Let Fate Decide)
2. Une petite ruse (Decoy)
3. Mission Old School (Hail Mary)
4. La Fièvre monte (Yellow Jack)
5. Le Cube (Provenance)
6. Un plan brillantissime (A Bloody Brilliant Plan)
7. Concours d'élégance (Concours d'Élegance)
8. Ne pas se plaindre (Human Resources)
9. Kill Beale (Kill Beale Vol. 1)
10. Mère (Mother)
11. Réponses (Answers)
12. Terrain balisé (Groundwork)
13. Du beau monde (High Society)
14. Le Projet Dragonfly (Commitment Issues)
15. Dette de sang (The Circle)
16. Embuscade (Alsiyadun)
17. Veillez sur moi (Watch Over Me)
18. OVNI (Missing Time)
19. La chance sourit aux audacieux (Fortune Favors the Brave)
20. Incendiaire (Knock Down)
21. Sauver les justes (Murder of Crows)
22. Une journée paperasse (Code of Conduct)

### Douzième saison (2020-2021)
Le 6 mai 2020, la série est renouvelée pour une douzième saison. Elle est diffusée depuis le 8 novembre 2020.
1. Cloué au sol (The Bear)
2. Crimes de guerre (War Crimes)
3. Le Missile fantôme (Angry Karen)
4. Cash Flow (Cash Flow)
5. Le Réveil des morts (Raising the Dead)
6. Si le destin le permet (If the Fates Allow)
7. À contretemps (Overdue)
8. L'Amour, ça tue (Love Kills)
9. Un fait accompli (A Fait Accompli)
10. La Fille de l'homme-grenouille (The Frogman's Daughter)
11. Russie, Russie, Russie (Russia, Russia, Russia)
12. Jamais loin des yeux (Can't Take My Eyes Off You)
13. Cache-cache (Red Rover, Red Rover)
14. Les Nobles demoiselles (The Noble Maidens)
15. Syndrome de l'imposteur (Imposter Syndrome)
16. Signes de changement (Signs of Change)
17. De l'autre côté du miroir (Through the Looking Glass)
18. Le Conte des deux Igors (A Tale of Two Igors)

### Treizième saison (2021-2022)
Le 23 avril 2021, CBS renouvelle la série pour une treizième saison, diffusée depuis le 10 octobre 2021.
1. Sujet 17 (Subject 17)
2. Fukushu (Fukushu)
3. Soumission (Indentured)
4. Toutes mes condoléances (Sorry for Your Loss)
5. Divisés, nous sombrons (Divided We Fall)
6. Crépuscule (Sundown)
7. Le Marin perdu (Lost Sailor Down)
8. La Patrie des loups (A Land of Wolves)
9. Sous influence (Under the Influence)
10. Là où repose la loyauté (Where Loyalties Lie)
11. Le Diable se cache dans les détails (All the Little Things)
12. La Nuée (Murmuration)
13. Bona fide (Bonafides)
14. La Boîte de Pandore (Pandora's Box)
15. Perception (Perception)
16. Chien de guerre (MWD)
17. Genèse (Genesis)
18. Sans le sou (Hard for the Money)
19. Lanceur d'alerte (Live Free or Die Standing)
20. Travail & Famille (Work & Family)
21. Dans le terrier du lapin (Down the Rabbit Hole)
22. Réunion (Come Together)

### Quatorzième saison (2022-2023)
Le 31 mars 2022, CBS renouvelle la série pour une quatorzième saison, qui sera la dernière. Elle est diffusée depuis le 9 octobre 2022.
1. Game of Drones (Game of Drones)
2. Dettes (Of Value)
3. Les Couseurs de corps (The Body Stitchers)
4. Vol test (Dead Stick)
5. La Chair de sa chair (Flesh & Blood)
6. La Chasse au trésor (Glory of the Sea)
7. La Loi du plus fort (Survival of the Fittest)
8. Les Brûlures du passé (Let It Burn)
9. Souvenirs d'une autre vie (Blood Bank)
10. Vivre et mourir à Los Angeles (A Long Time Coming)
11. Best Seller (Best Seller)
12. Au nom de l'honneur (In the Name of Honor)
13. Un adieu aux armes (A Farewell to Arms)
14. La Loi du silence (Shame)
15. L'Heure a sonné (The Other Shoe)
16. Agents dormants (Sleeping Dogs)
17. Aujourd'hui peut-être (Maybe Today)
18. Lato Sensu (Sensu Lato)
19. L'Heure des comptes (The Reckoning)
20. Nouveau départ (1re partie) (New Beginnings)
21. Nouveau départ (2e partie) (New Beginnings, Part 2)